# دوايت جونسون بورتر
دوايت جونسون بورتر (بالإنجليزية: Dwight J. Porter)‏ (1916 - 2006) - دبلوماسي أمريكي راحل.

## نشأته وأسرته
- ولد دوايت بورتر في شوني، أوكلاهوما في 12 نيسان، 1916.
- خلال الحرب العالمية الثانية، خدم في سلاح مشاة البحرية في الولايات المتحدة 1942-1945.
- تزوج أديل ريتشي في 6 أكتوبر 1942 ولهما ثلاثة أبناء وثلاث بنات.

## في السلك الدبلماسي
- بعد الحرب، عمل بورتر في لجنة النازحين من عام 1945 إلى عام 1949.
- بعد ذلك عُيّن في بعثة أمريكا في فرانكفورت 1949-1954
- ثم عيّن في البعثة الأمريكية في لندن 1954-1956.
- ثم عاد إلى واشنطن بين عامي  1956-1959 وعمل في مكتب الاقتصاد في وزارة الخارجية.
- ثم عاد إلى الميدان الدبلماسي وعمل في بعثة أمريكا في فيينا بين عامي 1959 و1963.
- في عام 1963، عينه الرئيس  جون كينيدي مساعد وزير الدولة لشؤون الإدارة بعد موافقة مجلس الشيوخ.
- في عام 1965، عينه الرئيس ليندون جونسون سفيرا الولايات المتحدة إلى لبنان، وشغل هذا المنصب من 22 يونيو 1965 حتى 12 سبتمبر 1970.
- في العام 1970 أصبح بورتر الممثل المقيم الولايات المتحدة لدى الوكالة الدولية للطاقة الذرية. [7]

## بعد التقاعد
بعد أن ترك الخدمة الحكومية، عمل بورتر في منصب تنفيذي في شركة وستنجهاوس الكهربائية.

## وفاته
توفي من جراء المضاعفات الناجمة عن سكتة دماغية في 4 حزيران 2006.